# Elektrostatska indukcija
Elektrostatička indukcija je pojava kad neko tijelo postane električno u blizini drugog električnog tijela.

## Objašnjenje
Približimo li električni vodič A vodiču koji nije električan, a sastavljen je od dva dijela B1 i B2 na kojima vise malene bazgove kuglice, vidjet ćemo da će se kuglice otkloniti (sl. a). Znači, tijelo je postalo električno. Uklonimo li vodič A, kuglice će se opet sklopiti. Približimo li ponovo tijelo A vodiču B1 B2 i odmaknemo li tijelo B1 od B2, vidjet ćemo da će kuglice ostati otklonjene (sl. b). Ovu pojavu tumačimo na ovaj način. 
Svaki vodič koji nije električan ima izvjesnu količinu pozitivnog i negativnog elektriciteta. U električnom polju nastane odijeljivanje elektriciteta na vodiču. Zbog gibanja elektrona javlja se na bližoj strani električnog tijela suprotan elektricitet, a na daljoj strani istoimeni elektricitet. Influencijom vodič može postati električan ako ga spojimo sa zemljom dok se još nalazi u električnom polju, pa tu vezu sa zemljom prekinemo prije nego što ga uklonimo iz električnog polja. Vodič ima onda protivan električni naboj od tijela koje ga je proizvelo.